# Circus Left Town
«Circus Left Town» es una canción del músico británico Eric Clapton, publicada en el álbum de estudio Pilgrim (1998). La canción, titulada "Circus" en su edición en Pilgrim, es una balada que Clapton compuso sobre el último día que pasó con su hijo Conor, antes de su muerte. Aunque Clapton tocó y grabó la canción para su álbum en directo Unplugged (1992), decidió regrabarla y publicarla seis años después en el álbum de estudio Pilgrim (1998). Aun así, también interpretó la canción en directo durante su gira mundial de 1992.

## Composición
Eric Clapton grabó «Circus Left Town» en el verano de 1991. Cuando escribió la letra, el músico decidió tratar su último día con su hijo Conor. En una entrevista para la BBC, Clapton comentó: "La última noche que pasé con Conor, fuimos al circo. Fuimos a ver una de esas cosas grandes que hacen en Estados Unidos donde tienen tres anillos al mismo tiempo. Tienes payasos y tigres y de todo. No hacen nada a medias. Ellos simplemente lo acumulan todo. Además, intentan venderte cosas al mismo tiempo. Quiero decir, que era una cosa increíble. Después del espectáculo, conducimos de vuelta a Nueva York y todo lo que él recordaba, de lo único que hablaba era del payaso. Vio un payaso con una navaja que yo ni siquiera vi. Algún payaso estaba corriendo blandiendo un cuchillo, algo bastante aterrador, pero a él le gustó. Y eso es lo que está en la letra. Pero lo que supongo que estaba haciendo era rendir homenaje a esa noche con él y también viendo esa noche como el circo de mi vida. Ya sabes, esa parte de mi vida ahora ha salido de la ciudad".
«Circus Left Town» es una canción pop con un estilo musical cercano al adult contemporary. Para la grabación, Clapton usó una guitarra acústica con cuerdas de nilón tocadas con la técnica clawhammer.

## Publicación
La canción fue originalmente planeada para incluirse en el álbum Unplugged en 1992, pero fue finalmente eliminada de la lista de canciones. Junto con "My Father's Eyes", otra canción descartada de Unplugged, fue regrabada y publicada en 1998 en el álbum Pilgrim. Además, Clapton también escogió la canción para ser publicada como sencillo en junio de 1998. La edición en sencillo fue publicada en formato maxisencillo y como sencillo promocional, ambas en disco compacto, con diferentes caras B.

## Lista de canciones
| Maxisencillo |                    |                                  |          |  |
| N.º          | Título             | Escritor(es)                     | Duración |  |
| 1.           | «Circus»           | Eric Clapton                     | 4:06     |  |
| 2.           | «Behind the Mask»  | Ryuichi Sakamoto                 | 4:46     |  |
| 3.           | «Bad Love»         | Eric Clapton · Mick Jones        | 5:12     |  |
| 4.           | «Tearing Us Apart» | Eric Clapton · Greg Phillinganes | 4:14     |  |
| 18:18        |                    |                                  |          |  |

## Posición en listas
| Lista (1998–1999)                  | Posición |
| ---------------------------------- | -------- |
| Países Bajos (Mega Single Top 100) | 92       |
| Japón (Oricon)                     | 99       |
| Polonia (LP3)                      | 33       |
| Reino Unido (OCC)                  | 39       |